# Успение Богородично (Централни софийски гробища)
„Успение Богородично“ е православна църква на Софийската епархия на Българската православна църква, гробищен храм на Централните софийски гробища.

## Местоположение
Храмът е издигнат в гробищния парк, точно срещу централния му вход, на улица „Заводска“ № 14.

## Описание
Храмът имал първоначално забележителен дебърски иконостас, който е днес се пази на части в църквите в Орландовци. Той е сред най-старите резбарски работи на майстор Иван Филипов и е пренесен в „Успение Богородично“ по-късно, а е бил направен за разрушената през 1891 година софийска църква „Света Богородица Пречиста“.
Стенописта и иконите на новия, зидан иконостас са дело на Николай Ростовцев. Изобразени са библейски епизоди на чудеса на възкресяване, а патронният стенопис е на традиционното си място на западната стена на църквата.
В северната певница на храма е обособен мемориален кът със снимки на починалите български клирици, пред които горят кандила. На западната стена е изграден специален шкаф за гробищната документация по енории. Певците или хорът имат отделно обособено помещение.